# Deutsches Funk-Kartell
Das Deutsche Funk-Kartell (kurz D.F.K.; auch Funkkartell) war ein freiwilliger Zweckverbund von regionalen deutschen Verbänden und lokalen Vereinen von Funk- und Radioliebhabern, der in den Jahren 1924/25 achtzehn Monate lang bestand. Zu dieser Zeit steckte der deutsche Rundfunk noch in den Kinderschuhen. Das Verdienst der im Funkkartell organisierten, meist mit dem frühen Amateurfunk verbundenen Vereine bestand in der deutschlandweiten Qualifizierung von am Empfang des Unterhaltungs-Rundfunks interessierten Bürgern im Auftrage der Deutschen Reichspost (D.R.P.).

## Gründungsanlass

### Einführung des Unterhaltungs-Rundfunks
Im Jahr vor der Gründung des Funkkartells lag das Monopol nicht nur für die Sendung von Funksignalen, sondern auch deren Empfang bei der Reichspost. Der Empfang des ersten regelmäßigen Unterhaltungs-Rundfunkdienstes in Deutschland, dessen erste Sendung am 29. Oktober 1923 mit „Achtung, Achtung, hier ist Berlin…“ startete, war entsprechend genehmigungspflichtig. Aufgabe des Funkdienstes war es, „Vorträge künstlerischen und unterhaltenden Inhalts, Musikvorführungen und dgl. auf drahtlos telephonischem Wege zu verbreiten“.
Die D.R.P. war es (wie bei all ihren Diensten zuvor) gewohnt und gewillt, auch hier ihr Monopol durchzusetzen. So sollten Hörer nur über stringente Regularien und vor allem kontrollierbar am Empfang teilnehmen dürfen.
Doch befand sich die neue Funktechnologie im freien Raum, den mittlerweile auch Bastler beherrschten. Eine große Zahl von Schwarzhörern wurde befürchtet (per 1. Januar 1924 wurde von lediglich 1.500 legalen und damit zahlenden Zuhörern ausgegangen).

### Entstehung des Deutschen Funk-Kartells und Hans Bredow
Repräsentant der Reichspost zu der Zeit war Hans Bredow, der Staatssekretär für das Telegrafen-, Fernsprech- und Funkwesen. Er gestaltete den Interessensausgleich zwischen der staatlichen Seite und den in der Gesellschaft entstandenen Interessensverbänden mit einem Treffen am 24. Januar 1924 in Berlin. Zu dieser Versammlung wurden etwa 30 Vertreter der sich seit 1923 gegründeten bürgerlich geprägten Radio- und Funkverbände aus ganz Deutschland eingeladen, um

„gemeinschaftlich den Versuch zu machen, die bisher ungesetzliche Betätigung der nichtgenehmigten Empfangsanlagen auf eine Grundlage zu bringen, die … die gesetzlichen Bestimmungen berücksichtigt.“

In Reaktion auf die Einladung erfolgte auf Anregung des S.R.K. (Süddeutscher Radio-Klub München) der Zusammenschluss sämtlicher Radioklubs zum Deutschen Funk-Kartell, um mit einer gemeinsamen Stimme in die anstehenden Gespräche zu gehen.
Im Ergebnis der Verhandlungen mit Bredow, der damit die Bezeichnung Vater des deutschen Rundfunks erhielt, autorisierte die Deutsche Reichspost die von ihr anerkannten und nun im in D.F.K. angeschlossenen Funk- und Radioverbände (zum Ende Funk-Kartells nach 18 Monaten waren es 10 Verbände mit ca. 320 Vereinen und ca. 50.000 Mitgliedern) zur qualifizierten Ausbildung und zur Prüfungsabnahme einer sogenannten Audionversuchserlaubnis. Die Protagonisten der Vereine waren meist Fachleute und/oder am Amateurfunk Interessierte, die sich vor allem den Zugang zu den noch verwehrten privaten Funk-Sendelizenzen erhofften. Durch ihr nun eingefordertes Engagement mit dem Ziel von rasant steigenden Rundfunk-Hörerzahlen erhoffte man sich auch ein Entgegenkommen in dieser Frage.

## Repräsentanten

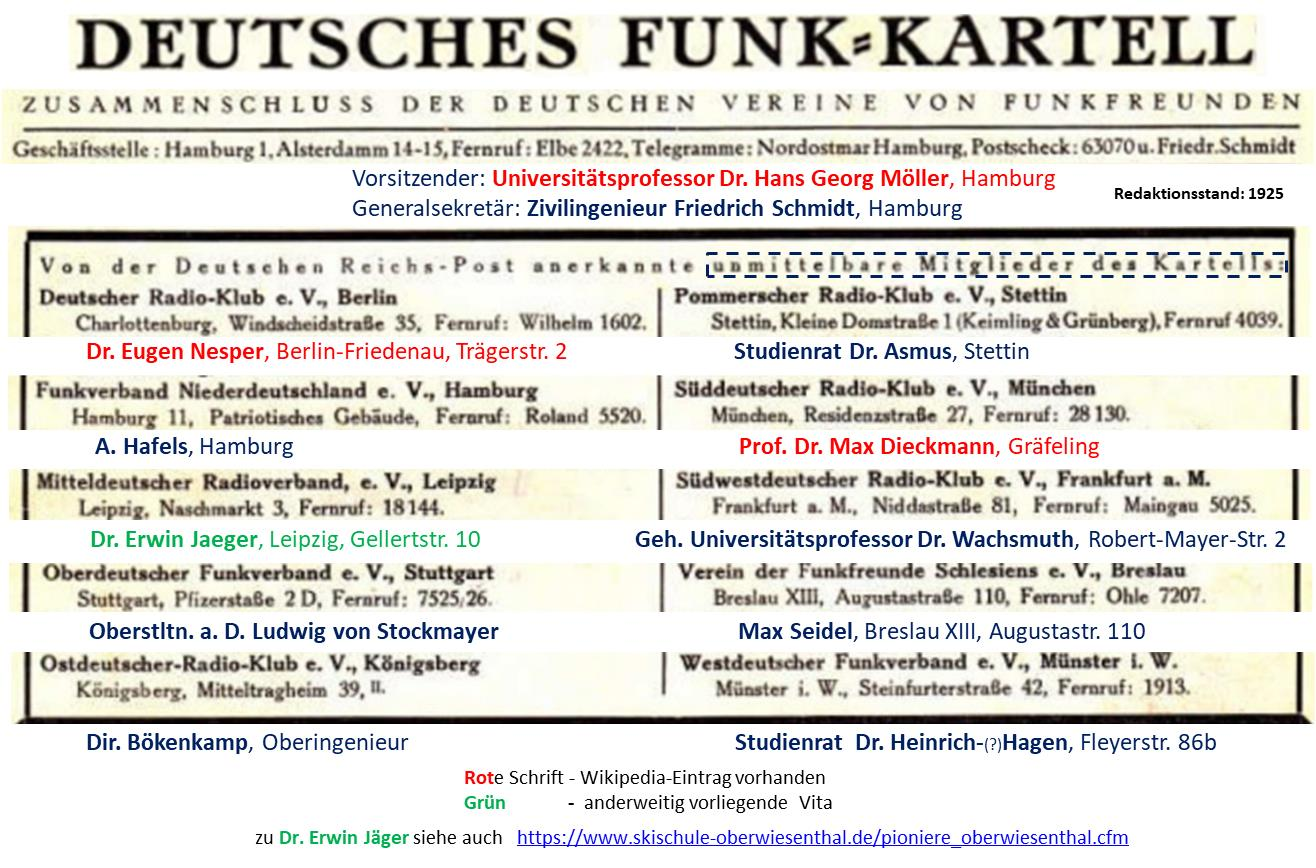
Die Führungskräfte im Deutschen Funk-Kartell um 1925

Für 1924 wurde bei geplant jährlichem Wechsel als Vorort (= Sitz) des D.F.K. einstimmig Hamburg gewählt und demzufolge der 1. Vorsitzende des Hamburger Radioklubs Landrichter Friedrich Denker als Wortführer zu den Verhandlungen im Reichspostministerium bestimmt. Nach zwischenzeitlichem Wechsel des Vorsitzes an Walter Engelhardt ging dieser am 30. Mai 1924 durch Wahl an Hans Georg Möller über. Als Generalsekretär und Geschäftsführer stand ihm nun der Zivilingenieur Friedrich Schmidt zur Seite. 1925 wechselte der Vorort nach Berlin in die Räumlichkeiten des Deutschen Radio-Klubs, dem Regionalverband von Groß-Berlin.

Zum Jahresende 1924 konnte das Deutsche Funkkartell auf 33.398 Mitglieder verweisen (bei Auflösung des D.F.K. am 28. Juli 1925 waren es ca. 50.000), die sich wie folgt auf seine als „unmittelbare Mitglieder des Kartells“ geführten 10 Mitgliedsverbände und -vereine aufteilten:
- 8796 Deutscher Radio-Klub e.V. in Berlin
- 2852 Funkverband Niederdeutschland e.V. in Hamburg
- 6128 Mitteldeutscher Radioverband e.V. in Leipzig
- 3478 Oberdeutscher Funkverband e.V. in Stuttgart
- 489 Ostdeutscher Radio-Klub e.V. in Königsberg
- 536 Pommerscher Radio-Klub e.V. in Stettin
- 3220 Süddeutscher Radio-Klub e.V. in München
- 3878 Südwestdeutscher Radio-Klub e.V. in Frankfurt a. M.
- 1294 Verein der Funkfreunde Schlesiens e.V. in Breslau
- 2727 Westdeutscher Funkverband e.V. in Münster i. W.

## Erfolgsbilanz

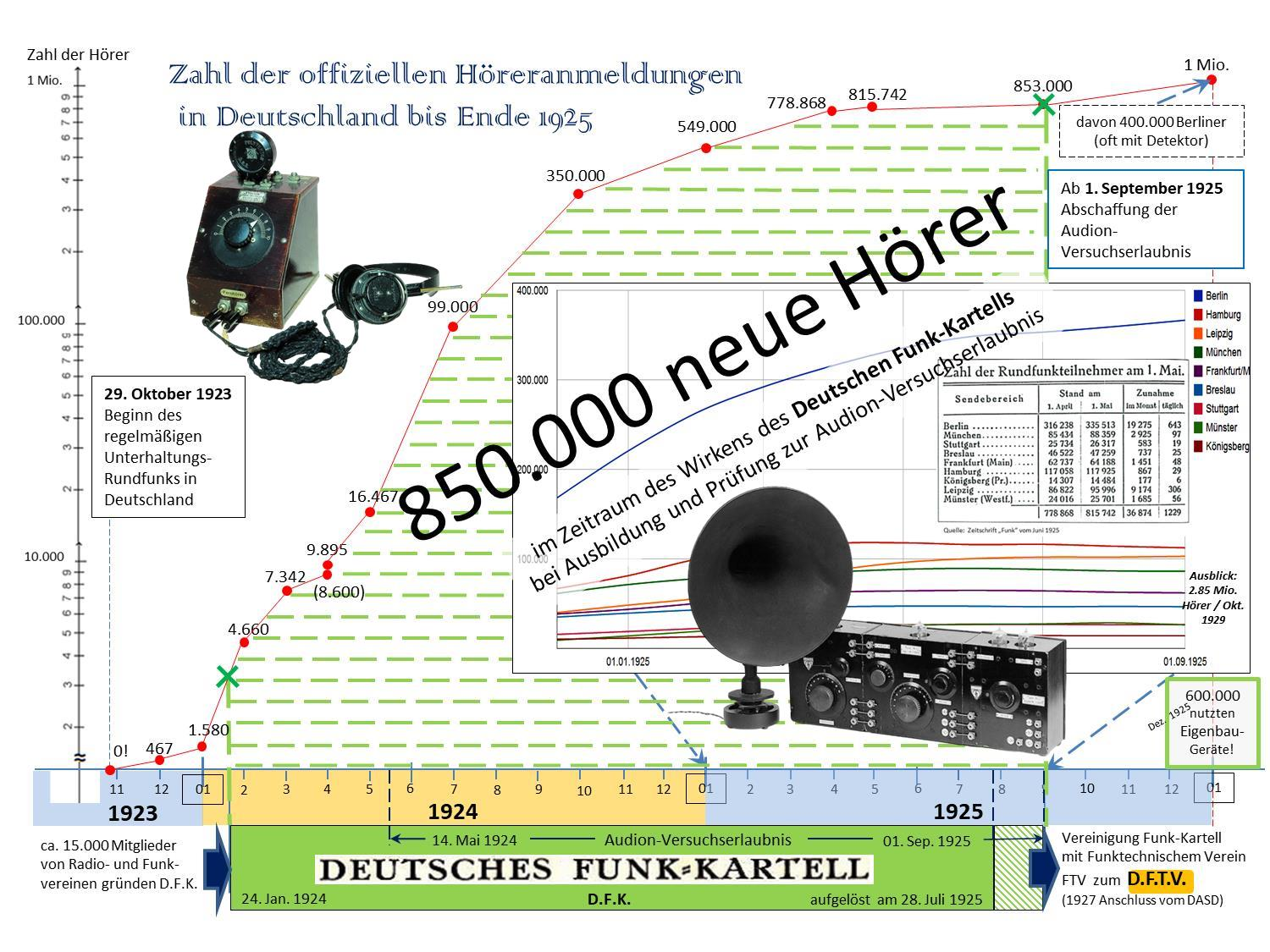
Erfolgsgrafik zum Wirken des Deutschen Funk-Kartells

Der durch Bredow angestrebte und nach 18-monatigem Wirken des Deutschen Funk-Kartells erreichte Erfolg lässt sich in der nebenstehenden Grafik ablesen. Die 850.000 neue Höreranmeldungen sind den deutschlandweiten Protagonisten der Kartellvereine zu verdanken, die Vorträge, wöchentlichen Unterricht, Bastelabende, Exkursionen und lokale Funkausstellungen organisierten oder selbst durchführten sowie vielfältige Lehrunterlagen erstellten und Radio-Bastelbücher schrieben. Sie wurden zum offiziell benannten ersten Ansprechpartner bei Empfangsstörungen autorisiert und gaben juristische Beratung (meist zu Antennenbau-Genehmigungen).

Mit dem Ende der Audionversuchserlaubnis zum 1. September 1925 war der Zweck des Funkkartells erfüllt und seine Auflösung nur folgerichtig. Dieses führte zu einer Neuorientierung und am 28. Juli 1925 zur Fusion mit dem Funktechnischen Verein (F.T.V.) in Berlin zum Deutschen Funktechnischen Verband (D.F.T.V.), dessen erster Präsident Abraham Esau (1884–1955) wurde.

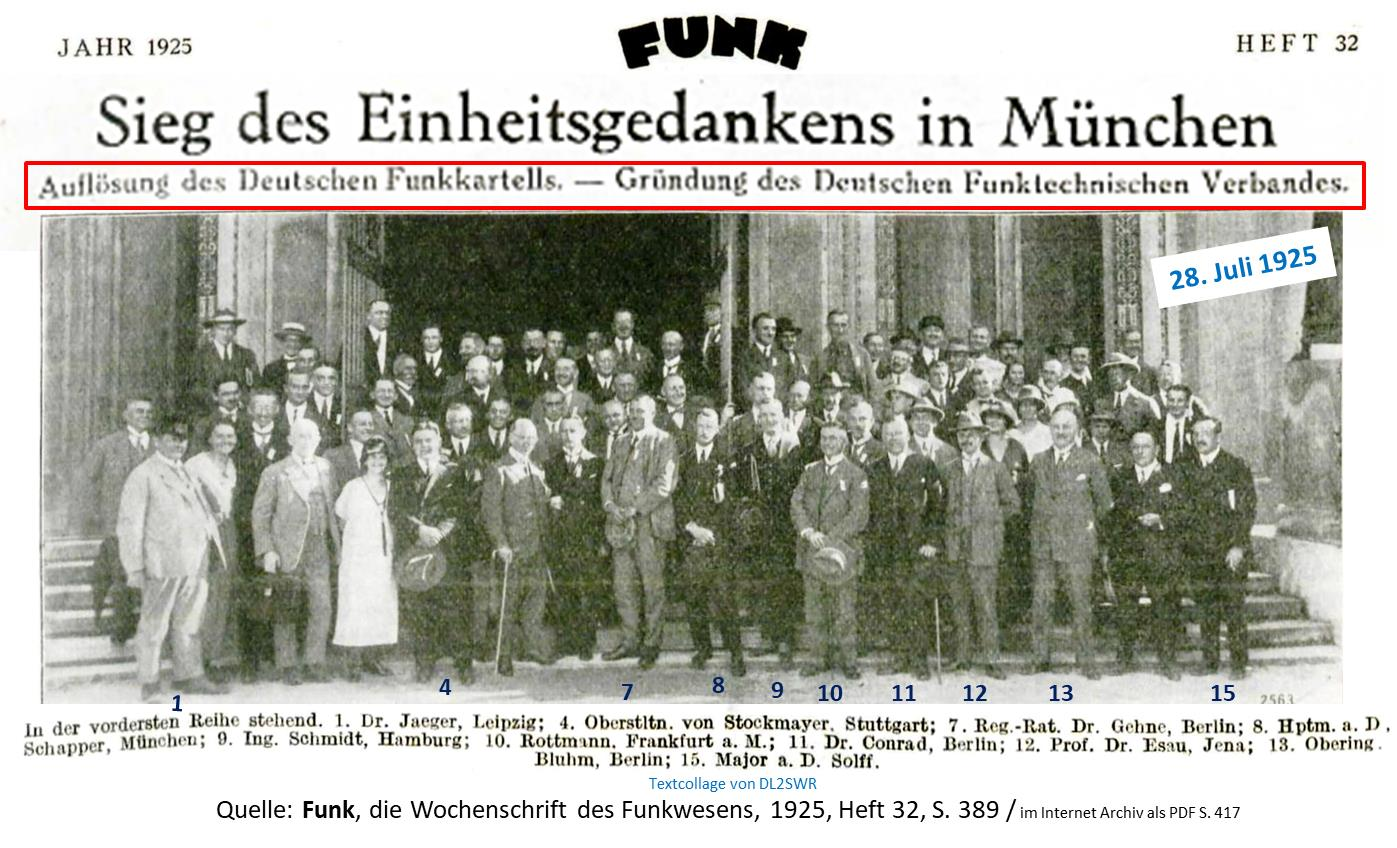
Konferenzteilnehmer zur Auflösung des Deutschen Funk-Kartells und Gründung des Deutschen Funktechnischen Verbandes am 28. Juli 1925 in München

Der D.F.T.V. wird als Vorläufer des heutigen Deutschen Amateur-Radio-Clubs angesehen.
Viele der 1924/25 zu Zeiten des Deutschen Funk-Kartells gegründeten Radio- und Funkvereine stellen die historischen Wurzeln heutiger DARC-Ortsverbände dar.

## 100-jähriges Gründungsjubiläum 2024
Großes ehrenamtliches Engagement der Vereine im Deutschen Funk-Kartell für die Gesellschaft bei der Einführung des Unterhaltungs-Rundfunks in Deutschland machte es möglich, nach 18 Monaten D.F.K. 850.000 neu registrierte Rundfunkhörer deutschlandweit zu qualifizieren.
Das 100. Gründungsjubiläum zum Deutschen Funk-Kartell im Jahr 2024 war Anlass, weltweit mit einem Funkevent mit Diplomprogramm 100FK daran zu erinnern. Eine Eventwebseite auch mit den historischen Hintergründen gehörte dazu. Bei den intensiven Recherchen im Vorfeld wurden alle Infos zu Vereinsgründungen unter den Maßstäben des Funk-Kartells gesammelt. Diese bewahrenswerten Historien sind als sogenannte „Digitale Nachlässe“ auf der Eventwebseite 100FK eingeflossen. Viele der heutigen DARC-Ortsverbände können damit ihre historischen Wurzeln in den Jahren 1924/25 belegen.